# Сахалин (танкер)
Сахалин — советский средний черноморский танкер типа «Москва», участвовавший в Великой Отечественной войне и известный героическим переходом из Батуми в Анадырь.
Корпус танкера разделён перегородками на 18 танков, рассчитанных на прием тяжелых нефтепродуктов. 12 компенсационных танков заполнялись при перевозке лёгких нефтепродуктов. В носовой части судна оборудован трюм для перевозки масла в таре.

## История
Был построен в 1936 году на Николаевском судостроительном заводе по заказу «Нефтесиндиката» и первоначально назывался «Сахалиннефть». Вошел в состав пароходства «Совтанкер», перевозил сырую нефть и нефтепродукты по Черному морю.
В ночь на 26 ноября 1941 года в составе каравана из четырёх судов, полностью загруженный сырой нефтью, предназначенной для Турции, вышел из Батуми и взял курс на Босфор. Вёл танкер капитан Придо Адович Померанец. 9 января 1942 года «Сахалин» прошел Дарданеллы. 24 января ошвартовался в торговом порту Порт-Саида. Миновав Аден, зашёл в иранский порт Абадан, где загрузился нефтепродуктами для союзников. Далее вдоль Аравийского полуострова судно вышло в Индийский океан и направилось к Южной Африке. Спустя 26 суток после выхода из Абадана «Сахалин» прибыл в Порт-Элизабет. Затем, завершив плавание через Атлантику, танкер зашел в устье Ла-Платы. После Монтевидео танкер ошвартовался у грузового причала в Буэнос-Айресе. Пройдя через Магелланов пролив, вышел в Тихий океан и 9 декабря 1942 года пришёл во Владивосток. Затем в оставшиеся годы войны работал на Дальнем Востоке.
После войны «Сахалин» где работал в народном хозяйстве СССР. В 1946 году вернулся на Чёрное море в Одессу. В 1949 году снова пришел во Владивосток, работал на дальневосточных линиях до 1965 года. Затем был поставлен на «мёртвый якорь» в Петропавловске-Камчатском и использовался в качестве базы аварийно-спасательной службы.